# Seversky P-35
Северский P-35 (англ. Seversky P-35) — американский истребитель.
Создан в 1930-х годах. Первый полёт совершил в 1935 году. Разработан и производился фирмой Seversky. В компании работало много русских и грузинских эмигрантов, включая основателя фирмы А. Н. Северского и ведущего конструктора А. М. Картвели. Применялся ВВС США во время Второй мировой войны. Всего было построено около 150 истребителей различных модификаций. Он послужил прототипом для истребителя P-47 Thunderbolt.

## ТТХ
- Размах крыла: 10,97 м
- Длина: 7,70 м
- Высота: 2,5 м
- Собственный вес: 1955 кг
- Полетный вес: 2855 кг
- Максимальная скорость 455 км/час
- Потолок: 9500 м
- Двигатель: 950 л. с..
- Вооружение: 1 пулемёт калибра 12,7 мм и 1 пулемет калибра 7,62 мм